# McDonough-Nunatakker
Die McDonough-Nunatakker sind kleine Gruppe isolierter Nunatakker in der antarktischen Ross Dependency. Sie ragen 8 km westlich des Mount Rosenwald am Südrand des Königin-Maud-Gebirges auf.
Das Advisory Committee on Antarctic Names benannte sie 1966 nach John W. McDonough, Ionosphärenphysiker des United States Antarctic Research Program auf der Amundsen-Scott-Südpolstation im Jahr 1962.